# Нанкан
Нанкан (яп. 南関町 Нанкан-мати) — посёлок в Японии, находящийся в уезде Тамана префектуры Кумамото. Площадь посёлка составляет 68,96 км², население — 9997 человек (1 августа 2014), плотность населения — 144,97 чел./км².

## Географическое положение
Посёлок расположен на острове Кюсю в префектуре Кумамото региона Кюсю. С ним граничат города Тамана, Арао, Омута, Мияма и посёлок Нагоми.

## Население
Население посёлка составляет 9997 человек (1 августа 2014), а плотность — 144,97 чел./км². Изменение численности населения с 1980 по 2005 годы:
| 1980 | 12 498 чел. |  |
| 1985 | 12 478 чел. |  |
| 1990 | 12 247 чел. |  |
| 1995 | 12 076 чел. |  |
| 2000 | 11 821 чел. |  |
| 2005 | 11 203 чел. |  |

## Символика
Деревом посёлка считается вечнозелёный дуб, цветком — рододендрон.